# Liste des anciennes communes du Cher
Cette page a pour objectif de retracer toutes les modifications communales dans le département du Cher : les anciennes communes qui ont existé depuis la Révolution française, ainsi que les créations, les modifications officielles de nom, ainsi que les échanges de territoires entre communes.
En 1800, le territoire du département du Cher comportait 304 communes . Le département compte aujourd'hui 286 communes (au 1er janvier 2025). Le maillage communal n'a que peu varié depuis 200 ans dans ce département étendu avec un nombre de communes relativement peu important.

## Fusions
| Nom de la nouvelle commune | Communes réunies          | Régime                                                        | Date (et nature) de la décision                                       | Date d'effet                                                          |
| -------------------------- | ------------------------- | ------------------------------------------------------------- | --------------------------------------------------------------------- | --------------------------------------------------------------------- |
| Osmery                     | Osmery                    | commune nouvelle (SANS communes déléguées)                    | 19 septembre 2023 (Arrêté)                                            | 1er janvier 2024                                                      |
| Osmery                     | Lugny-Bourbonnais         | commune nouvelle (SANS communes déléguées)                    | 19 septembre 2023 (Arrêté)                                            | 1er janvier 2024                                                      |
| Baugy                      | Baugy                     | commune nouvelle (SANS communes déléguées depuis le 4-6-2020) | 18 octobre 2018 (Arrêté)                                              | 1er janvier 2019                                                      |
| Baugy                      | Laverdines                | commune nouvelle (SANS communes déléguées depuis le 4-6-2020) | 18 octobre 2018 (Arrêté)                                              | 1er janvier 2019                                                      |
| Baugy                      | Saligny-le-Vif            | commune nouvelle (SANS communes déléguées depuis le 4-6-2020) | 18 octobre 2018 (Arrêté)                                              | 1er janvier 2019                                                      |
| Corquoy                    | Corquoy                   | commune nouvelle (SANS communes déléguées)                    | 27 septembre 2018 (Arrêté)                                            | 1er janvier 2019                                                      |
| Corquoy                    | Sainte-Lunaise            | commune nouvelle (SANS communes déléguées)                    | 27 septembre 2018 (Arrêté)                                            | 1er janvier 2019                                                      |
| Vierzon                    | Vierzon-Ville             | fusion                                                        | 8 avril 1937 (Arrêté) ,                                               | 8 avril 1937 (Arrêté) ,                                               |
| Vierzon                    | Vierzon-Bourgneuf         | fusion                                                        | 8 avril 1937 (Arrêté) ,                                               | 8 avril 1937 (Arrêté) ,                                               |
| Vierzon                    | Vierzon-Forges            | fusion                                                        | 8 avril 1937 (Arrêté) ,                                               | 8 avril 1937 (Arrêté) ,                                               |
| Vierzon                    | Vierzon-Villages          | fusion                                                        | 8 avril 1937 (Arrêté) ,                                               | 8 avril 1937 (Arrêté) ,                                               |
| Aubigny-sur-Nère           | Aubigny-Ville             | fusion                                                        | 23 août 1906 (Délibération du Conseil général du département du Cher) | 23 août 1906 (Délibération du Conseil général du département du Cher) |
| Aubigny-sur-Nère           | Aubigny-Villages          | fusion                                                        | 23 août 1906 (Délibération du Conseil général du département du Cher) | 23 août 1906 (Délibération du Conseil général du département du Cher) |
| Chezal-Benoît              | Chezal-Benoît             | fusion                                                        | 16 juin 1853 (Décret)                                                 | 16 juin 1853 (Décret)                                                 |
| Chezal-Benoît              | Dampierre-en-Lignières    | fusion                                                        | 16 juin 1853 (Décret)                                                 | 16 juin 1853 (Décret)                                                 |
| Lignières                  | Lignières                 | fusion                                                        | 13 février 1844 (Ordonnance)                                          | 13 février 1844 (Ordonnance)                                          |
| Lignières                  | Condé (une partie)        | fusion                                                        | 13 février 1844 (Ordonnance)                                          | 13 février 1844 (Ordonnance)                                          |
| La Celle-Condé             | La Celle                  | fusion                                                        | 13 février 1844 (Ordonnance)                                          | 13 février 1844 (Ordonnance)                                          |
| La Celle-Condé             | Condé (une partie)        | fusion                                                        | 13 février 1844 (Ordonnance)                                          | 13 février 1844 (Ordonnance)                                          |
| Montlouis                  | Montlouis                 | fusion                                                        | 13 février 1844 (Ordonnance)                                          | 13 février 1844 (Ordonnance)                                          |
| Montlouis                  | Condé (une partie)        | fusion                                                        | 13 février 1844 (Ordonnance)                                          | 13 février 1844 (Ordonnance)                                          |
| Plaimpied-Givaudins        | Plaimpied                 | fusion                                                        | 24 février 1842 (Ordonnance)                                          | 24 février 1842 (Ordonnance)                                          |
| Plaimpied-Givaudins        | Givaudins                 | fusion                                                        | 24 février 1842 (Ordonnance)                                          | 24 février 1842 (Ordonnance)                                          |
| Berry-Bouy                 | Berry-Marmagne            | fusion                                                        | 21 février 1841 (Ordonnance)                                          | 21 février 1841 (Ordonnance)                                          |
| Berry-Bouy                 | Bouy                      | fusion                                                        | 21 février 1841 (Ordonnance)                                          | 21 février 1841 (Ordonnance)                                          |
| Saint-Georges-de-Poisieux  | Saint-Georges-de-Poisieux | fusion                                                        | 21 février 1841 (Ordonnance)                                          | 21 février 1841 (Ordonnance)                                          |
| Saint-Georges-de-Poisieux  | Soye-l'Église             | fusion                                                        | 21 février 1841 (Ordonnance)                                          | 21 février 1841 (Ordonnance)                                          |
| Sancoins                   | Sancoins                  | fusion                                                        | 7 septembre 1840 (Ordonnance)                                         | 7 septembre 1840 (Ordonnance)                                         |
| Sancoins                   | Jouy                      | fusion                                                        | 7 septembre 1840 (Ordonnance)                                         | 7 septembre 1840 (Ordonnance)                                         |
| Maisonnais                 | Maisonnais                | fusion                                                        | 7 septembre 1840 (Ordonnance)                                         | 7 septembre 1840 (Ordonnance)                                         |
| Maisonnais                 | Montgenoux                | fusion                                                        | 7 septembre 1840 (Ordonnance)                                         | 7 septembre 1840 (Ordonnance)                                         |
| Levet                      | Levet                     | fusion                                                        | 29 mai 1830 (Ordonnance)                                              | 29 mai 1830 (Ordonnance)                                              |
| Levet                      | Lochy                     | fusion                                                        | 29 mai 1830 (Ordonnance)                                              | 29 mai 1830 (Ordonnance)                                              |
| Senneçay                   | Senneçay                  | fusion                                                        | 29 mai 1830 (Ordonnance)                                              | 29 mai 1830 (Ordonnance)                                              |
| Senneçay                   | Lissay                    | fusion                                                        | 29 mai 1830 (Ordonnance)                                              | 29 mai 1830 (Ordonnance)                                              |
| Villequiers                | Villequiers               | fusion                                                        | 25 octobre 1826 (Ordonnance)                                          | 25 octobre 1826 (Ordonnance)                                          |
| Villequiers                | La Faye-Livron            | fusion                                                        | 25 octobre 1826 (Ordonnance)                                          | 25 octobre 1826 (Ordonnance)                                          |
| Coust                      | Coust                     | fusion                                                        | 8 octobre 1823 (Ordonnance)                                           | 8 octobre 1823 (Ordonnance)                                           |
| Coust                      | Changy                    | fusion                                                        | 8 octobre 1823 (Ordonnance)                                           | 8 octobre 1823 (Ordonnance)                                           |
| Coust                      | Meslon                    | fusion                                                        | 8 octobre 1823 (Ordonnance)                                           | 8 octobre 1823 (Ordonnance)                                           |
| Dun-le-Roi                 | Dun-le-Roi                | fusion                                                        | 4 décembre 1822 (Ordonnance)                                          | 4 décembre 1822 (Ordonnance)                                          |
| Dun-le-Roi                 | Cuzay-Sainte-Radegonde    | fusion                                                        | 4 décembre 1822 (Ordonnance)                                          | 4 décembre 1822 (Ordonnance)                                          |
| Massay                     | Massay                    | fusion                                                        | 3 janvier 1822 (Ordonnance)                                           | 3 janvier 1822 (Ordonnance)                                           |
| Massay                     | Saint-Martin-de-Court     | fusion                                                        | 3 janvier 1822 (Ordonnance)                                           | 3 janvier 1822 (Ordonnance)                                           |
| Massay                     | Saint-Vincent-de-Gy       | fusion                                                        | 3 janvier 1822 (Ordonnance)                                           | 3 janvier 1822 (Ordonnance)                                           |
| Graçay                     | Graçay                    | fusion                                                        | 2 novembre 1794 (Arrêté) (12 frimaire an III),                        | 2 novembre 1794 (Arrêté) (12 frimaire an III),                        |
| Graçay                     | Avexy                     | fusion                                                        | 2 novembre 1794 (Arrêté) (12 frimaire an III),                        | 2 novembre 1794 (Arrêté) (12 frimaire an III),                        |
| Graçay                     | Coulon                    | fusion                                                        | 2 novembre 1794 (Arrêté) (12 frimaire an III),                        | 2 novembre 1794 (Arrêté) (12 frimaire an III),                        |
| Graçay                     | Saint-Phâlier             | fusion                                                        | 2 novembre 1794 (Arrêté) (12 frimaire an III),                        | 2 novembre 1794 (Arrêté) (12 frimaire an III),                        |
| Mehun-sur-Yèvre            | Mehun-sur-Yèvre           | fusion                                                        | 2 novembre 1794 (Arrêté) (12 frimaire an III),                        | 2 novembre 1794 (Arrêté) (12 frimaire an III),                        |
| Mehun-sur-Yèvre            | Barmont                   | fusion                                                        | 2 novembre 1794 (Arrêté) (12 frimaire an III),                        | 2 novembre 1794 (Arrêté) (12 frimaire an III),                        |
| Mehun-sur-Yèvre            | Crécy                     | fusion                                                        | 2 novembre 1794 (Arrêté) (12 frimaire an III),                        | 2 novembre 1794 (Arrêté) (12 frimaire an III),                        |
| Apremont                   | Apremont                  | fusion                                                        | 1794,                                                                 | 1794,                                                                 |
| Apremont                   | Omery-les-Gauts           | fusion                                                        | 1794,                                                                 | 1794,                                                                 |
| Apremont                   | Le Veuillin               | fusion                                                        | 1794,                                                                 | 1794,                                                                 |
| Bourges                    | Bourges                   | fusion                                                        | 1794                                                                  | 1794                                                                  |
| Bourges                    | Asnières-lès-Bourges      | fusion                                                        | 1794                                                                  | 1794                                                                  |
| Sancerre                   | Sancerre                  | fusion                                                        | 1792,                                                                 | 1792,                                                                 |
| Sancerre                   | Chavignol                 | fusion                                                        | 1792,                                                                 | 1792,                                                                 |
| Saint-Loup-des-Chaumes     | Saint-Loup-des-Chaumes    | fusion                                                        | 1792,                                                                 | 1792,                                                                 |
| Saint-Loup-des-Chaumes     | Rousson                   | fusion                                                        | 1792,                                                                 | 1792,                                                                 |
| Saint-Symphorien           | Saint-Symphorien          | fusion                                                        | 1791,                                                                 | 1791,                                                                 |
| Saint-Symphorien           | Saint-Julien-le-Pauvre    | fusion                                                        | 1791,                                                                 | 1791,                                                                 |
| Ainay-le-Vieil             | Ainay-le-Vieil            | fusion                                                        | 1790-1794                                                             | 1790-1794                                                             |
| Ainay-le-Vieil             | La Tuilerie               | fusion                                                        | 1790-1794                                                             | 1790-1794                                                             |
| Châteauneuf-sur-Cher       | Châteauneuf-sur-Cher      | fusion                                                        | 1790-1794                                                             | 1790-1794                                                             |
| Châteauneuf-sur-Cher       | Marigny                   | fusion                                                        | 1790-1794                                                             | 1790-1794                                                             |
| Épineuil-le-Fleuriel       | Épineuil-le-Fleuriel      | fusion                                                        | 1790-1794                                                             | 1790-1794                                                             |
| Épineuil-le-Fleuriel       | La Villaine               | fusion                                                        | 1790-1794                                                             | 1790-1794                                                             |
| Jars                       | Jars                      | fusion                                                        | 1790-1794                                                             | 1790-1794                                                             |
| Jars                       | Nancray                   | fusion                                                        | 1790-1794                                                             | 1790-1794                                                             |
| Nérondes                   | Nérondes                  | fusion                                                        | 1790-1794                                                             | 1790-1794                                                             |
| Nérondes                   | Précilly-Milly            | fusion                                                        | 1790-1794                                                             | 1790-1794                                                             |
| Ourouer-les-Bourdelins     | Ourouer-les-Bourdelins    | fusion                                                        | 1790-1794                                                             | 1790-1794                                                             |
| Ourouer-les-Bourdelins     | Chalivoy-la-Noix          | fusion                                                        | 1790-1794                                                             | 1790-1794                                                             |
| Saint-Amand-Montrond       | Saint-Amand-Montrond      | fusion                                                        | 1790-1794                                                             | 1790-1794                                                             |
| Saint-Amand-Montrond       | Le Vieil-Château          | fusion                                                        | 1790-1794                                                             | 1790-1794                                                             |
| Sancoins                   | Sancoins                  | fusion                                                        | 1790-1794                                                             | 1790-1794                                                             |
| Sancoins                   | Sancoins-Villages         | fusion                                                        | 1790-1794                                                             | 1790-1794                                                             |
| Uzay-le-Venon              | Uzay                      | fusion                                                        | 1790-1794                                                             | 1790-1794                                                             |
| Uzay-le-Venon              | Le Venon                  | fusion                                                        | 1790-1794                                                             | 1790-1794                                                             |
| Villequiers                | Villequiers               | fusion                                                        | 1790-1794                                                             | 1790-1794                                                             |
| Villequiers                | Berry-sous-Villequiers    | fusion                                                        | 1790-1794                                                             | 1790-1794                                                             |

## Créations
| Nom de la commune créée | Commune affectée            | Mode de création | Date (et nature) de la décision |
| ----------------------- | --------------------------- | ---------------- | ------------------------------- |
| Vierzon-Forges          | Vierzon-Villages            | Démembrement     | 15 juin 1908 (Loi)              |
| Le Pondy                | Thaumiers                   | Démembrement     | 4 avril 1908 (Loi)              |
| Vierzon-Bourgneuf       | Vierzon-Villages            | Démembrement     | 11 décembre 1886 (Loi)          |
| Grossouvre              | La Chapelle-Hugon           | Démembrement     | 20 mai 1863 (Loi)               |
| Grossouvre              | Sancoins                    | Démembrement     | 20 mai 1863 (Loi)               |
| Grossouvre              | Vereaux                     | Démembrement     | 20 mai 1863 (Loi)               |
| Lissay-Lochy            | Levet (la partie Lochy)     | Démembrement     | 24 juin 1831 (Ordonnance)       |
| Lissay-Lochy            | Senneçay (la partie Lissay) | Démembrement     | 24 juin 1831 (Ordonnance)       |

## Modifications de nom officiel
| Ancien nom                 | Nouveau nom                | Date (et nature) de la décision                                        |
| -------------------------- | -------------------------- | ---------------------------------------------------------------------- |
| Marseille-lès-Aubigny      | Marseilles-lès-Aubigny     | 1er janvier 1997 (Date d'effet) Rectification d'une erreur par l'INSEE |
| Sainte-Gemme               | Sainte-Gemme-en-Sancerrois | 27 septembre 1977 (Décret)                                             |
| Apremont                   | Apremont-sur-Allier        | 26 décembre 1974 (Décret)                                              |
| Belleville                 | Belleville-sur-Loire       | 8 février 1974 (Décret)                                                |
| Sury-en-Léré               | Sury-près-Léré             | 7 septembre 1954 (Décret)                                              |
| Crezancy                   | Crézancy-en-Sancerre       | 10 mai 1954 (Décret)                                                   |
| Crézançay                  | Crézançay-sur-Cher         | 4 mai 1940 (Décret)                                                    |
| Loye                       | Loye-sur-Arnon             | 31 octobre 1922 (Décret)                                               |
| Dame-Sainte                | Saugy                      | 22 mars 1912 (Décret)                                                  |
| Argent                     | Argent-sur-Sauldre         | 2 août 1896 (Décret)                                                   |
| Marcilly                   | Chaumoux-Marcilly          | 1896 ?                                                                 |
| Presly-le-Chétif           | Presly                     | 2 juillet 1892 (Décret)                                                |
| Allichamps                 | Bruère-Allichamps          | 16 avril 1884 (Loi) (transfert du hameau de Bruère)                    |
| La Celle-Bruère            | La Celle                   | 16 avril 1884 (Loi) (transfert du hameau de Bruère)                    |
| Dun-le-Roi                 | Dun-sur-Auron              | 29 novembre 1880 (Décret)                                              |
| Saint-Germain-sur-l'Aubois | Jouet-sur-l'Aubois         | 23 avril 1878 (Décret)                                                 |
| Patinges                   | Torteron                   | 3 mars 1876 (Décret)                                                   |
| Boucard                    | Le Noyer                   | 8 mars 1846 (Ordonnance)                                               |
| Le Gravier                 | La Guerche-sur-l'Aubois    | 1793                                                                   |

## Modifications de limites communales
Le plus souvent, les modifications des limites communales décidées par arrêtés préfectoraux ne sont pas répertoriées dans le Journal officiel ni dans le Bulletin officiel.
| La commune de ...                                   | ... cède du territoire à la commune de ...          | Précisions                                                                                              | Date (et nature) de la décision              |
| --------------------------------------------------- | --------------------------------------------------- | --- | -------------------------------------------- |
| Saint-Georges-de-Poisieux                           | La Groutte                                          | Superficie de 41 a 42 ca                                                                                | 30 janvier 2007 (Décret)                     |
| Colombiers                                          | Coust                                               | Hameau de Touzel 21 habitants Superficie de 10 ha 54 a 40 ca                                            | 7 août 1980 (Décret) ,                       |
| Coust                                               | Colombiers                                          | Superficie de 15 ha 83 a 60 ca                                                                          | 7 août 1980 (Décret) ,                       |
| Culan                                               | Vesdun                                              | 2 habitants                                                                                             | 31 juillet 1975 (Décret)                     |
| Vesdun                                              | Culan                                               | 2 habitants                                                                                             | 31 juillet 1975 (Décret)                     |
| Farges-en-Septaine                                  | Avord                                               | Quartier résidentiel du camp d'Avord                                                                    | 31 octobre 1953 (Décret)                     |
| Pierrefitte-ès-Bois (département du Loiret) Barlieu | Barlieu Pierrefitte-ès-Bois (département du Loiret) | Au niveau du hameau de la Boucharderie, la limite est constituée par le chemin de Sainte-Anne à Barlieu | 28 décembre 1910 (Loi)                       |
| La Celle                                            | Allichamps                                          | Section de Bruère (ce qui va changer le nom de la commune d'Allichamps)                                 | 16 avril 1884 (Loi)                          |
| Orval                                               | Saint-Amand                                         | | 6 avril 1864 (Loi)                           |
| Jars                                                | Le Noyer                                            | | 21 mai 1860 (Loi)                            |
| La Guerche                                          | Le Chautay                                          | | 5 mai 1855 (Loi)                             |
| Migny (département de l'Indre)                      | Lazenay                                             | « le Pré de Mauzay ». (superficie de 4 ha et 61 a). Limite fixée sur le cours de la rivière Arnon       | 13 juillet 1803 (Arrêté) (24 messidor an 11) |